# V. Nanammal
V. Nanammal (Tamil: வி. நானம்மாள்) (Coimbatore, Tamil Nadu, Índia, 24 de febrer de 1920 – 26 d'octubre de 2019) fou una professora de ioga índia, la professora de més edat en exercici ja que va ensenyar fins a la seva mort als 99 anys. Va néixer a Coimbatore, i ha ensenyat un milió d'estudiants en els seus 45 anys d'exercici com a professora, amb 100 estudiants al dia. Uns 600 dels seus estudiants s'han convertit en professors de ioga.
La seva tasca ha estat reconeguda amb diversos premis a l'Índia: el premi Nari Shakti Puraskar, premi de reconeixement a les dones, el 2016 i el quart premi al mèrit civil, el Padma Shri el 2018.